# Alpha (Kadermarkt)

Logo von Alpha

Das Alpha ist ein Stellenanzeiger für Kader- und Spezialistenstellen, der wöchentlich von der Schweizer Verlagsgruppe Tamedia (Zürich) herausgegeben wird.

## Form, Inhalt und Konzerneinbindung
Alpha wird auf lachsfarbenem Papier gedruckt. Es erscheint als Supplement der Samstagsausgabe des Tages-Anzeigers und der SonntagsZeitung. Hauptsächlich bringt Alpha Kaderstellen-Anzeigen aus Wirtschaft und Verwaltung. Daneben existiert ein kleiner redaktioneller Teil. Fachleute, z. B. Unternehmensberater, stellen darin neuere Aspekte des Personalwesens und der Unternehmensführung vor.
Alpha ist zusammen mit dem Stellenanzeiger dem Verlag des Tages-Anzeigers angegliedert. Das Online-Pendant alpha.ch ist zusammen mit jobwinner.ch der JobCloud AG zugeordnet.

## Leserschaft
Alpha hatte 2016 eine Auflage von 325'985 Exemplaren und eine Reichweite von 946'000 Lesern (WEMF, MACH-Basic 2016-2, Berechnungsmethode: Tages-Anzeiger-Leser plus Sonntagszeitung-Leser minus Doppelleser). Die Online-Version alpha.ch verzeichnet durchschnittlich 1'354'000 Unique Clients monatlich.

## Geschichte
Am 8. März 1997 erschien erstmals Alpha, der grösste Kaderstellenanzeiger der Schweiz. Im Gegensatz zu allen anderen Supplements des Tages-Anzeigers (Züritipp, Das Magazin etc.) ist Alpha nicht von einem entsprechenden Supplement der New York Times inspiriert. Es handelt sich um eine Eigenschöpfung.
Seit Juni 2006 steht Alpha auch online zur Verfügung.
Wichtigster Konkurrent ist das NZZexecutive der NZZ-Gruppe.